# Morpho violaceobasalis
Morpho violaceobasalis är en fjärilsart som beskrevs av Le Moult 1933. Morpho violaceobasalis ingår i släktet Morpho och familjen praktfjärilar. Inga underarter finns listade i Catalogue of Life.